# Győző Burcsa
Győző Burcsa (Kaposvár, 13 marzo 1954) è un dirigente sportivo, allenatore di calcio ed ex calciatore ungherese, di ruolo centrocampista.

## Palmarès

### Club

#### Competizioni nazionali
- Campionato ungherese: 2

Győri ETO: 1981-1982, 1982-1983

#### Competizioni internazionali
- Coppa Piano Karl Rappan: 1

Videoton: 1984
- Coppa delle Alpi: 2

Auxerre: 1985, 1987